# 무선초등학교
무선초등학교는 대한민국 전라남도 여수시 화장동에 있는 공립 초등학교이다.

## 학교 연혁
- 1995년 11월 27일 여천북국민학교 개교
- 1996년 3월 1일 여천북초등학교로 개칭
- 1997년 3월 1일 여천무선초등학교로 개칭
- 1999년 9월 1일 여천화치초등학교 통합
- 2000년 3월 1일 현재 교명으로 개칭
- 2019년 2월 1일 제23회 졸업식(67명, 누계 3938명)
- 2019년 3월 1일 제11대 임진규 교장 부임
- 2020년 1월 6일 제24회 졸업식(77명, 누계 4015명)

## 학교 상징
- 우리 학교 꽃 - 철쭉 : 화려한 꽃을 자랑하기 보다는 봄을 맞이해 주는 꽃
- 우리 학교 나무 - 느티나무 : 넉넉한 가슴을 드러내고 우리 모두를 품어 주는 아름드리 나무
- 우리 학교 색 - 연두색 : 희망, 슬기

## 참고 자료
- 무선초등학교 - 한국교육학술정보원 학교알리미